# Juhani Kirpilä
Vilho Valter Juhani Kirpilä, född 28 september 1931 i Helsingfors, död 3 augusti 1988 i Helsingfors, var en finländsk läkare och konstmecenat.
Juhani Kirpilä växte upp i Puolango i Kajanaland som enda barn till läkaren i kommunen Vilho Josef Forster (1902-59) och sjuksköterskan Hilja Sofia Saukkonen (1902-57). Han tog studentexamen 1949 på Uleåborgs lyceum och utbildade sig till läkare 1949-56 vid Helsingfors universitet.  Han var internmedicinare och reumatolog och arbetade på sjukhus i Helsingfors och länge också på Reumatikerförbundet. Han hade vid sidan om ordinarie arbete en privatmottagning. 
Han var kåsör från 1962 till sin död under signaturen Ohimennen (I förbifarten) i tidskriften Kauneus ja Terveys (Skönhet och Hälsa).
Juhani Kirpilä började intressera sig för bildkonst redan under uppväxten och köpte från mitten av 1950-talet in konst, med början med Maria Wiiks Tistlar.
Han donerade sin konstsamling och sin våning till Finska kulturfonden att visas i sitt sista hem på 340 kvadratmeter på Norra Hesperiagatan i Helsingfors. Där hade han bott med sin livskamrat Karl Rosenqvist sedan 1979. Konstsamlingen började visas för allmänheten som Konsthemmet Kirpilä 1992.